# Cerithiopsis blandi
Cerithiopsis blandi là một loài ốc biển, động vật chân bụng trong họ Cerithiopsidae, được tìm thấy ở quanh Madagascar. Nó được Deshayes in Vignal mô tả năm 1900.